# The Kennedys (Museum)

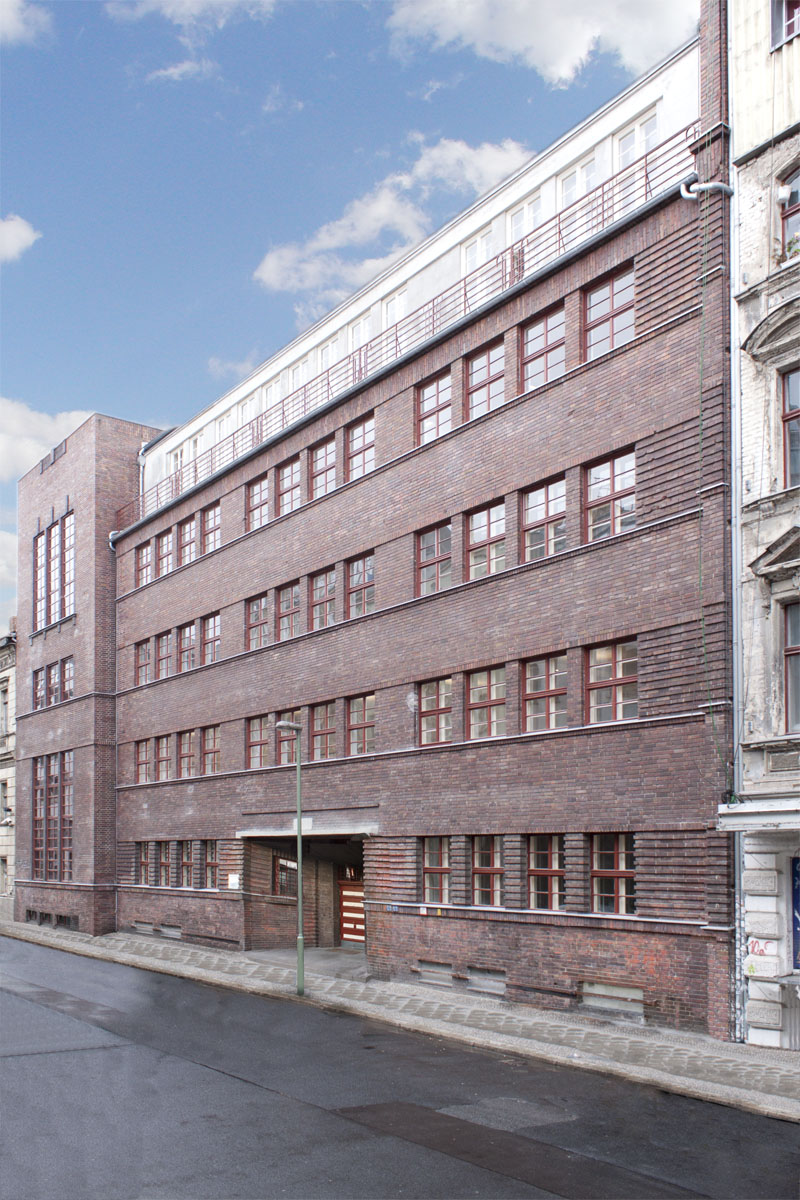
Die ehemalige Jüdische Mädchenschule beheimatete u. a. das Museum The Kennedys und die CWC GALLERY

Das Museum The Kennedys war ein privates Museum im Berliner Ortsteil Mitte. Es befand sich ab November 2006 am Pariser Platz neben der Französischen Botschaft. Im November 2012 eröffnete das Museum seine neuen Räumlichkeiten in der ehemaligen Jüdischen Mädchenschule. Gezeigt wurden Dokumente aus dem Leben der Familie Kennedy. Im Januar 2019 wurde das Museum wieder geschlossen.

## Dauerausstellung
Die Kennedy-Sammlung war eine der weltweit umfassendsten Zusammenführungen aus Fotoarbeiten, offiziellen Dokumenten, privaten Papieren und Besitzstücken der Familie Kennedy. Die rund 300 ausgestellten Fotos und Objekte, davon viele ehemals im Besitz der Kennedys, zeigten das private und politische Leben von Mitgliedern der Familie Kennedy, ihre Erfolge und Schicksalsschläge, ihr soziales Engagement, ihr politisches Wirken. Das Museum, durch mediale Komponenten ergänzt, verstand sich als Hommage an den Kennedy-Clan.
Ergänzt wurde die Dauerausstellung durch wechselnde temporäre Ausstellungen.

## Entstehung
Im Jahr 2004 wurde „The Kennedys“ als formale Sammlung erstmals in der Berliner Fotogalerie Camera Work vorgestellt. Das Echo in den Medien und die Besucherzahl veranlassten Camera Work, in Zusammenarbeit mit einem zu diesem Thema eingesetzten Team unter Leitung eines erfahrenen Historikers des John-F.-Kennedy-Instituts der Freien Universität Berlin, diese umfassende Dauerausstellung zu konzipieren und zu entwickeln.